# Ferdinand II de Médicis
Pour les autres membres de la famille, voir Famille de Médicis.
Ferdinand II de Médicis (14 juillet 1610, Florence - 23 mai 1670, Florence), fils de Cosme II de Médicis et de Marie-Madeleine d'Autriche, est grand-duc de Toscane de 1621 à sa mort.

## Biographie

### Enfance et accession au pouvoir
Il devient orphelin à seulement dix ans et demeure pour sept ans encore sous la régence de sa mère Marie-Madeleine d'Autriche puis de sa grand-mère, Christine de Lorraine. La Toscane, est alors un pays pauvre. Ferdinand, dont l'intelligence est limitée mais généreux et cultivé, essaie de relever les finances du grand-duché en plaçant ses nombreux frères à ses côtés au gouvernement, le valeureux Mathias, le cardinal Jean Charles et le prince Léopold, véritable génie et mécène de la famille, l'homme à qui Florence doit une grande partie des tableaux et dessins conservés dans les galeries du palais Pitti et du musée des Offices, mais aussi en lançant plusieurs initiatives et de recherches dans le domaine de l'agronomie. Malgré cela, il ne parvient jamais à sortir le pays de la spirale peste-famine (durant ces années, ces deux fléaux font 9 000 victimes rien qu'à Florence, sans compter les habitants de la campagne).
Le Musée Ingres-Bourdelle de Montauban conserve une toile de 1622, de la collection personnel d'Ingres qui montre la famille des Médicis de Toscane au début du règne de Ferdinand II. 
De gauche à droite : Mattias, Gian Carlo, Francesco et le grand-duc Ferdinand II avec la croix de Saint-Étienne ; la duchesse-mère Marie-Antoinette d'Autriche, Marie-Christine, Marguerite, Anne et le jeune Léopold.

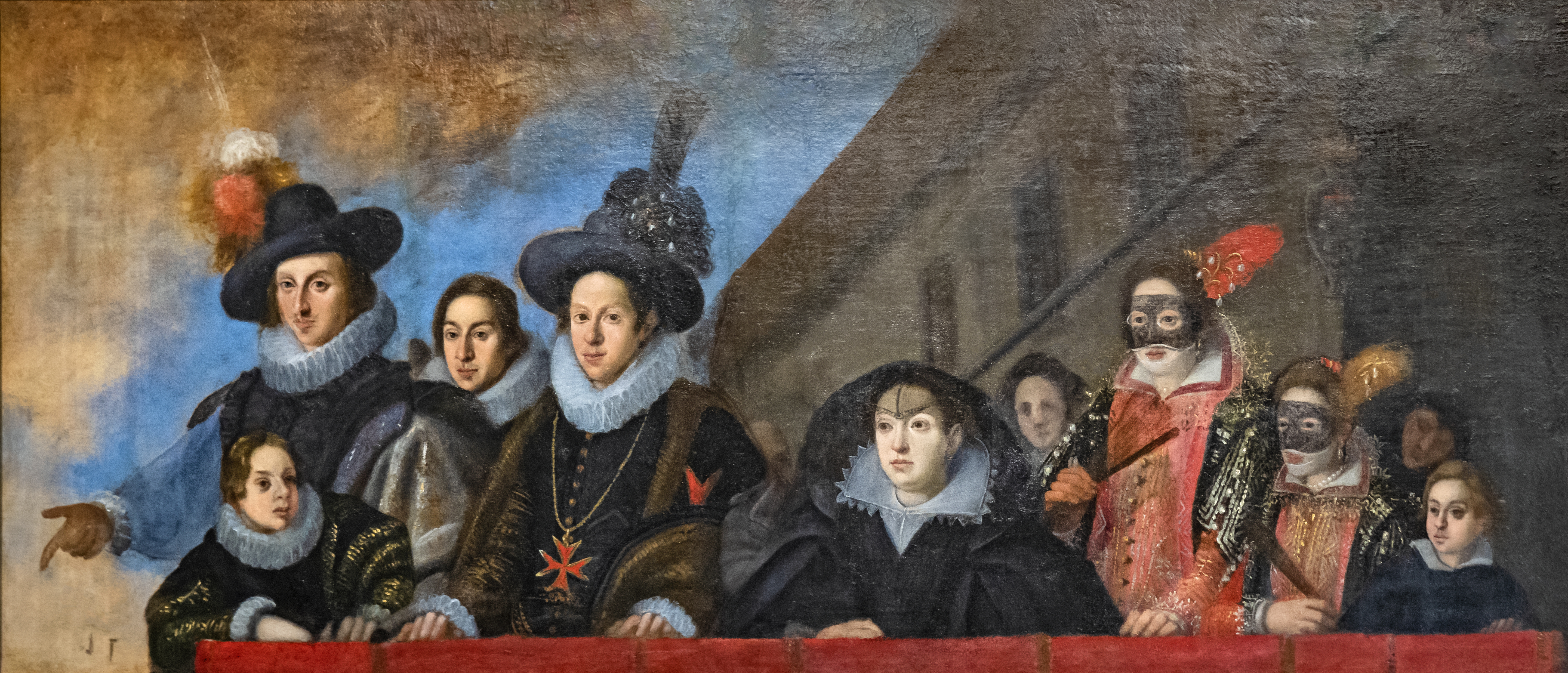
La famille de Ferdinand II, grand-duc de Toscane (1622-1623).

### Ferdinand, grand-duc

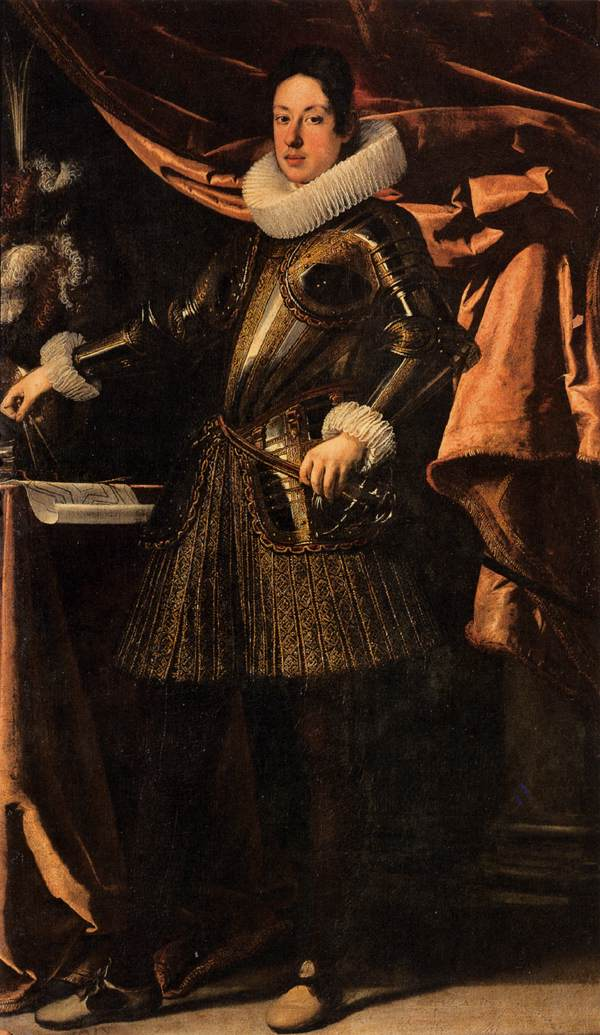
Le duc Ferdinand II de Médicis.

Il n'a pas plus de succès en politique. Ayant perdu le duché d'Urbino, auquel il pouvait aspirer en tant que mari de la dernière héritière de la famille Della Rovere, Vittoria, épousée en 1637, il échoue également dans sa tentative de construire une Ligue entre les états italiens (1635) afin de se soustraire aux hégémonies alternées des Français et Espagnols. Ferdinand n'a pas le caractère de son arrière-grand-père Cosme Ier, et le sait très bien, C'est pour cette raison qu'il préfère agrandir son domaine en le payant lui-même. En 1649, il débourse la somme considérable de 50 000 écus afin d'acquérir de l'Espagne la ville de Pontremoli et d'acheter au comte Mario Sforza le comté de Santa Fiora.

### Ferdinand, le mécène
La chose qui l'intéresse le plus et qui lui donne le plus de satisfaction est la science. Élève de Galilée, puis de ses disciples Torricelli et Viviani, il fonde l'Académie d'Expérimentation des Médicis en 1642, puis protège l'Accademia del Cimento créée par son frère Léopold (1657), première société scientifique européenne au caractère expérimental (la devise étant « essayer et réessayer »). Dans ce domaine, c'est lui qui perfectionne l'invention du thermomètre et celle de thermoscope, encourage la chimie dans les jardins Botaniques de Pise. Sa faiblesse politique l'empêche de sauver Galilée du Saint-Office, bien qu'il essaie par tous les moyens de le défendre. Passionné de botanique et de météorologie, il cherche une application pratique dans l'agriculture des nouvelles connaissances techniques. Il est à l'origine du premier réseau d'observations météorologiques européen. Ce réseau comprend onze villes dont sept en Italie (Florence, Pise, Vallombrosa, Curtigliano, Bologne, Milan, Parme) et quatre hors Italie (Paris, Osnabrück, Innsbruck, Varsovie). Il finance leur équipement en thermomètre et baromètre. Avec l'appui de l'Accademia del Cimento, il organise pour dix ans le recueil d'observations comparables dans toutes ces villes. L'hostilité de l'Église catholique à cette entreprise savante le conduit à dissoudre l'Académie en 1667 et à mettre fin au réseau.   
En 1626, il offre à sa mère pour le Nouvel An, deux œuvres de Bartolomeo Manfredi, Les Joueurs de cartes et Le Concert. Anciennement au musée des Offices, elles ont été détruites lors de l'attentat de mai 1993. Il a également dans ses collections, le Portrait d'une dame, par Antoine van Dyck, carton préparatoire à La Dame d'or, aujourd'hui à Gênes.
Giovanni da San Giovanni, peintre de la cour grand-ducale, exécute de nombreuses fresques des cortile de villas toscanes comme la villa il Pozzino (1619), la villa Il Casale, la villa La Quiete (1632), à la villa Corsini a Mezzomonte d'Impruneta, ou des dessins préparatoires pour des fresques exécutées par Volterrano représentant les Ancêtres des Médicis pour la cour intérieure de la villa Medicea La Petraia. Il décore également les appartements du rez-de-chaussée du palais Pitti, aujourd'hui, musée de l'Argenterie entre 1635 et 1636. Après sa mort prématurée c'est son ami Francesco Furini qui participe à l'achèvement de la décoration de 1639 à 1642 avec deux grandes lunettes représentant l’Académie platonicienne de Careggi et l’Allégorie de la mort de Laurent le Magnifique.
En 1637, le duc sollicite également Pierre de Cortone de passage à Florence, pour décorer la salle du poêle au palais Pitti avec Les Quatre Âges de l'homme. Cette œuvre ne sera achevée que trois plus tard lors d'un deuxième séjour du peintre à Florence. À cette occasion, Cortone décore également quelques pièces du premier étage, et de 1641 à 1647 il peint les salles dites de Vénus, Jupiter et Mars. Il commence celle d'Apollon qui est terminée par son élève Ciro Ferri.
La peintre de natures mortes, Giovanna Garzoni, travaille à la cour grand-ducale de 1642 à 1651, et continua à peindre pour Ferdinand, même après son installation définitive à Rome en 1650. Entre 1650 et 1670, elle exécuta  pour lui, vingt tableautins représentant des natures mortes destinés à la villa di Poggio Imperiale. Deux sont aujourd'hui au palais Pitti.
Un membre de la famille du cardinal Guido Bentivoglio, lui offre en 1653, un portrait du cardinal réalisé par van Dyck en 1623. Saisi par l'armée napoléonienne en 1799, il est restitué en 1815.

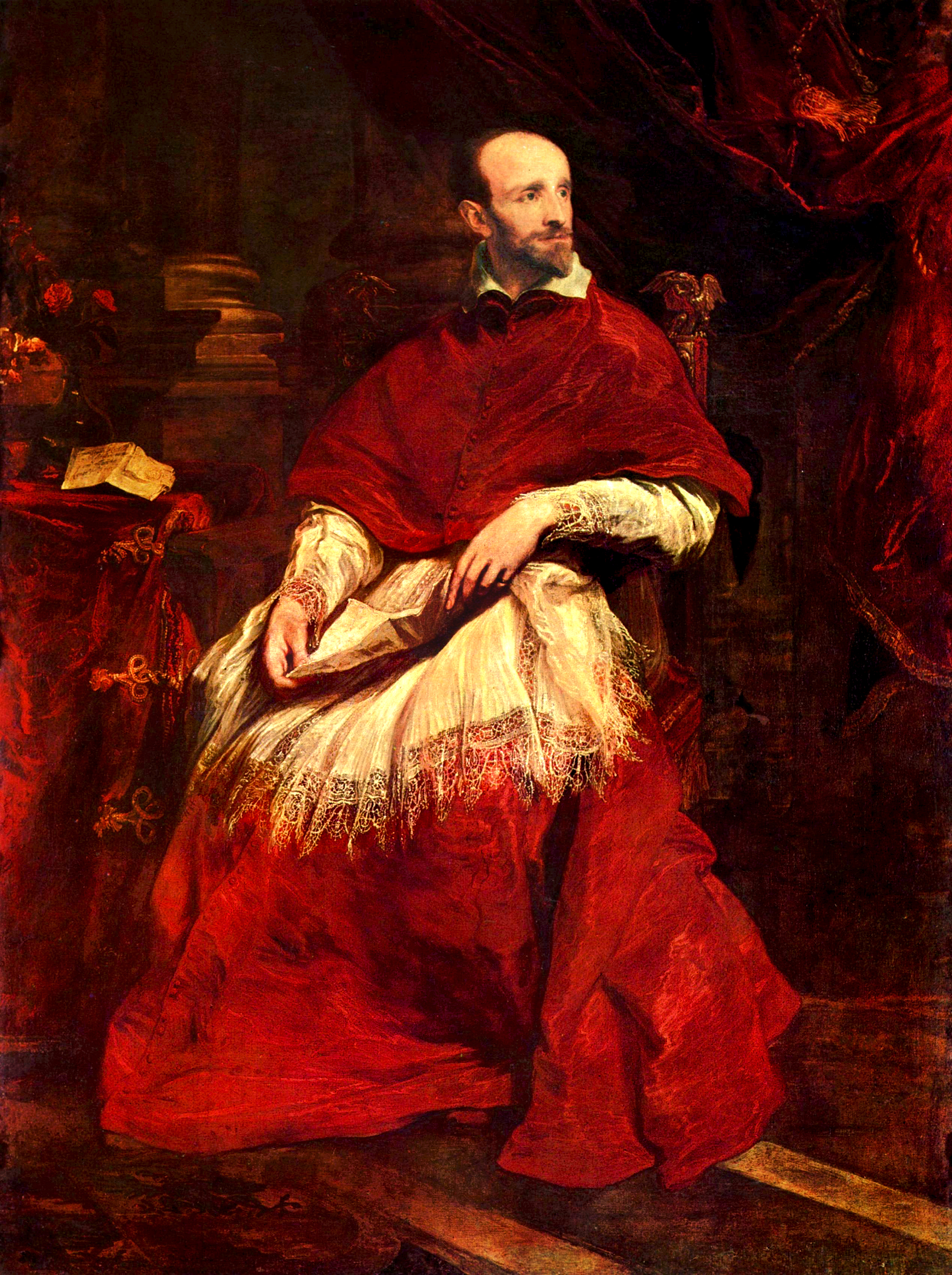
Le cardinal Guido Bentivoglio, 1623 Antoine van Dyck
Galerie Palatine, palais Pitti, Florence.

Ferdinand a aussi dans ses collections une fresque plus tardive de Volterrano, l'Amour endormi (1665-1670) conservée dans la galerie Palatine.

### Succession
Ferdinand II et Victoire ont, outre deux fils morts en bas âge, Cosme III de Médicis (1642-1723), qui succède à son père, et François-Marie (1660-1711). Ce dernier, marié à Éléonore-Louise de Gonzague Guastalla, meurt sans enfants.